# Aeroportul Aransas County
Aeroportul Aransas County (IATA: RKP, ICAO: KRKP, FAA LID: RKP) este un aeroport din Texas, Statele Unite ale Americii ce deservește zona Rockport⁠(d). Aeroportul a fost tranzitat în 2019 de 62 de pasageri.
Situat la o altitudine de 7 m, aeroportul dispune de 2 piste.

## Infrastructură

### Piste
Aeroportul dispune de 2 piste. Pista 14/32 are suprafața de asfalt și dimensiunile 5.608 picioare × 100 picioare. Pista 18/36 are suprafața de asfalt și dimensiunile 4.498 picioare × 100 picioare. 